# HD 116457
HD 116457，又名CP-63 2743，SAO 252304、HR 5048，是一颗恒星，视星等为5.31，位于銀經306.56，銀緯-1.85，其B1900.0坐标为赤經13h 18m 32.1s，赤緯-63° -1.85′ 46″。